# لی آ-رئوم
لی آ-رئوم (انگلیسی: Lee Ah-reum؛ متولد ۲۲ آوریل ۱۹۹۲) یک تکواندوکار اهل کره جنوبی است. او در دبیرستان تربیت بدنی سئول (서울체육고등학교) و دانشگاه ملی ورزش کره تحصیل کرد. در بازی‌های آسیایی ۲۰۱۴ وی با شکست مایو هامادا از ژاپن در کلاس پروزن (سبک‌وزن) زنان، مدال طلا را از آن خود کرد.در مسابقات قهرمانی تکواندو جهان ۲۰۱۷ در کلاس پروزن زنان، در مرحله نیمه نهایی قهرمان المپیک جید جونز و در بازی نهایی حتیس کوبرا اولگن از ترکیه را شکست داد و برنده مدال طلا شد.